# アウグスト・サカイ
アウグスト・サカイ（Augusto Sakai、1991年5月19日 - ）は、ブラジルの男性総合格闘家。パラナ州クリチバ出身。ジレ・ヒベイロ・チーム/チーム・ノグチ所属。

## 来歴
日系ブラジル人の家庭に生まれる。幼少期はサッカーを経験。14歳からムエタイを始め、18歳の時にアマチュアムエタイの試合に初出場した。その後21歳からブラジリアン柔術のトレーニングを始め、総合格闘技に転向した。

### 総合格闘技
2011年、プロ総合格闘技デビュー。Bellator等の団体に参戦し、10勝1敗1分の戦績を収める。
2018年8月10日、Dana White's Contender Series Brazil 1でマルコス・コンラードと対戦し、パウンドで2RTKO勝ち。この勝利により、UFCとの契約権を獲得する。

### UFC
2018年9月22日、UFC初参戦となったUFC Fight Night: Santos vs. Andersでチェイス・シャーマンと対戦し、パウンドで3RTKO勝ち。
2019年4月27日、UFC Fight Night: Jacaré vs. Hermanssonでヘビー級ランキング15位の元UFC世界ヘビー級王者アンドレイ・アルロフスキーと対戦し、2-1の判定勝ち。
2019年10月26日、UFC Fight Night: Cowboy vs. Gaethjeでヘビー級ランキング14位のマルチン・ティブラと対戦し、クリンチでの右フック連打で開始59秒のKO勝ち。
2020年5月30日、UFC on ESPN: Woodley vs. Burnsでヘビー級ランキング12位のブラゴイ・イワノフと対戦し、2-1の判定勝ち。
2020年9月5日、UFC Fight Night: Overeem vs. Sakaiでヘビー級ランキング6位のアリスター・オーフレイムと対戦。序盤から中盤にかけてスタンドの攻防で攻勢に立ったものの、スタミナが切れた所をオーフレイムに巻き返され、パウンドで5RTKO負け。
2021年6月5日、UFC Fight Night: Rozenstruik vs. Sakaiでヘビー級ランキング6位のジャルジーニョ・ホーゼンストライクと対戦し、右フックでダウンを奪われパウンドで1RTKO負け。

## 人物・エピソード
- ファイターと兼業して水族館のスタッフとして働いている。

## 戦績
| 総合格闘技 戦績 | 総合格闘技 戦績 | 総合格闘技 戦績 | 総合格闘技 戦績 | 総合格闘技 戦績 | 総合格闘技 戦績 | 総合格闘技 戦績 |
| --------------- | --------------- | --------------- | --------------- | --------------- | --------------- | --------------- |
| 22 試合         | (T)KO           | 一本            | 判定            | その他          | 引き分け        | 無効試合        |
| 16 勝           | 11              | 0               | 5               | 0               | 1               | 0               |
| 5 敗            | 4               | 0               | 1               | 0               | 1               | 0               |

| 勝敗 | 対戦相手                           | 試合結果                            | 大会名                                 | 開催年月日     |
| ○    | ドンテイル・メイエス               | 5分3R終了 判定3-0                   | UFC Fight Night: Muniz vs. Allen       | 2023年2月25日  |
| ×    | セルゲイ・スピバック               | 2R 3:42 TKO（パウンド）             | UFC on ESPN 40: Santos vs. Hill        | 2022年8月6日   |
| ×    | タイ・トゥイバサ                   | 2R 0:26 KO（右フック）              | UFC 269: Oliveira vs. Poirier          | 2021年12月11日 |
| ×    | ジャルジーニョ・ホーゼンストライク | 1R 4:59 TKO（右フック→パウンド）    | UFC Fight Night: Rozenstruik vs. Sakai | 2021年6月5日   |
| ×    | アリスター・オーフレイム           | 5R 0:26 TKO（パウンド）             | UFC Fight Night: Overeem vs. Sakai     | 2020年9月5日   |
| ○    | ブラゴイ・イワノフ                 | 5分3R終了 判定2-1                   | UFC on ESPN 9: Woodley vs. Burns       | 2020年5月30日  |
| ○    | マルチン・ティブラ                 | 1R 0:59 KO（右フック→パウンド）     | UFC Fight Night: Cowboy vs. Gaethje    | 2019年9月14日  |
| ○    | アンドレイ・アルロフスキー         | 5分3R終了 判定2-1                   | UFC Fight Night: Jacaré vs. Hermansson | 2019年4月27日  |
| ○    | チェイス・シャーマン               | 3R 4:03 TKO（パウンド）             | UFC Fight Night: Santos vs. Anders     | 2018年9月22日  |
| ○    | マルコス・コンラード               | 2R 3:09 TKO（パウンド）             | Dana White's Contender Series Brazil 1 | 2018年8月10日  |
| ○    | チアゴ・カルドーゾ                 | 1R 2:17 TKO（パンチ連打）           | Imortal FC 7                           | 2017年11月11日 |
| ×    | シーク・コンゴ                     | 5分3R終了 判定1-2                   | Bellator 179: Daley vs. MacDonald      | 2017年5月19日  |
| △    | ダン・チャールズ                   | 5分3R終了 判定0-1                   | Bellator 155: Carvalho vs Manhoef      | 2016年5月20日  |
| ○    | アレックス・ハドルストン           | 5分3R終了 判定3-0                   | Bellator 145: Vengeance                | 2015年11月6日  |
| ○    | ダニエル・ガレモア                 | 2R 5:00 TKO（棄権）                 | Bellator 139: Kongo vs. Volkov         | 2015年6月26日  |
| ○    | マット・フレンブリング             | 3R 3:32 TKO（スタンドパンチ連打）   | Bellator 122: Koreshkov vs McDonough   | 2014年7月25日  |
| ○    | エジソン・ロペス                   | 5分3R終了 判定3-0                   | Golden Fighters 8                      | 2013年12月12日 |
| ○    | ロブ・ホートン                     | 2R 4:01 KO（右膝蹴り）              | Bellator 94                            | 2013年3月28日  |
| ○    | アーリー・シメッティ               | 1R 2:04 TKO（グラウンドの右膝蹴り） | Samurai FC 9: Water vs. Fire           | 2012年12月15日 |
| ○    | デイヴィソン・ダニエル             | 1R TKO（パンチ連打）                | Evolution Fight Combat 3               | 2012年5月20日  |
| ○    | マルシオ・フェルナンド             | 1R 0:35 TKO（パンチ連打）           | Power Fight Extreme 6                  | 2011年11月19日 |
| ○    | セザール・アルベルト               | 1R 1:54 KO（右フック→パウンド）     | Adventure Fighters Tournament          | 2011年10月15日 |